# Donald Quarrie
Donald Quarrie (Donald O’Riley „Don“ Quarrie; * 25. Februar 1951 in Kingston) ist ein ehemaliger jamaikanischer Sprinter und Olympiasieger.
Bereits als 17-Jähriger gehörte Quarrie 1968 der jamaikanischen Olympiamannschaft an, konnte dann aber wegen einer Trainingsverletzung daran nicht teilnehmen. 1969 bekam er ein Stipendium der Universität von Nebraska und zog um in die Vereinigten Staaten.
Bei den British Commonwealth Games 1970 in Edinburgh gewann er im 100-Meter-Lauf die Goldmedaille vor Lennox Miller (JAM) und Hasely Crawford (TRI) sowie die Goldmedaille im 200-Meter-Lauf vor Edwin Roberts (TRI) und Charles Asati (KEN).
Ein Jahr später wiederholte er diesen Doppelerfolg bei den Panamerikanischen Spielen in Cali, wobei er am 3. August 1971 mit 19,86 s den von Tommie Smith aufgestellten Weltrekord über 200 Meter durchbrach. Bei den British Commonwealth Games 1974 in Christchurch gewann er wiederum die Goldmedaille im 100-Meter-Lauf, vor John Mwebi (KEN) und Ohene Karikari (GHA), sowie die Goldmedaille im 200-Meter-Lauf vor George Daniels (GHA) und Bevan Smith (NZL). Bei den Commonwealth Games 1978 in Edmonton holte er sich noch einmal die Goldmedaille über 100 Meter vor Allan Wells (GBR) und Hasely Crawford.
Bei den Olympischen Spielen 1976 in Montréal gewann er die Silbermedaille im 100-Meter-Lauf, hinter Hasely Crawford und vor Walerij Borsow (URS), sowie die Goldmedaille im 200-Meter-Lauf vor Millard Hampton und Dwayne Evans (beide USA). Bei den Olympischen Spielen 1980 in Moskau gewann er die Bronzemedaille im 200-Meter-Lauf, hinter Pietro Mennea (ITA) und Allan Wells (GBR). Bei seiner letzten Teilnahme an den Olympischen Spielen 1984 in Los Angeles gewann er die Silbermedaille in der 4-mal-100-Meter-Staffel zusammen mit seinen Teamkollegen Albert Lawrence, Greg Meghoo und Raymond Stewart, hinter dem Team aus den Vereinigten Staaten und vor dem Team aus Kanada.

## Bestzeiten
- 50 m (Halle): 5,75 s, 13. Februar 1977, Montreal
- 60 m (Halle): 6,57 s, 31. Januar 1977, Portland
- 100 m: 10,07 s, 24. Juli 1976, Montreal (handgestoppt: 9,9 s, 22. Mai 1976, Modesto)
- 200 m: 19,86 s, 3. August 1971, Cali